# Веніамін (Міжінський)
Архієпи́скоп Веніамі́н (справжнє ім'я Мирослав Никифорович Мижінський , нар. 16 березня 1966 року, с. Кулівці, Заставнівського району, Чернівецької області, УРСР) — архієрей РПЦвУ, архієпископ Хотинський, вікарій Чернівецької єпархії, настоятель Кулівецького Успенського чоловічого монастиря, доктор богослов'я
Тезоіменитство — 26 жовтня (13 жовтня за старим стилем в день пам'яті Веніямина Печерського).
З 1974 по 1984 рік здобував середню освіту, після чого, з 1984 по 1986 рік служив у армії СРСР.
Після демобілізації працював в Чернівецькому УТОСі та одночасно виконував послух іподиякона єпископа Чернівецького і Буковинського Антонія (Москаленка).
3 листопада 1988 року у Свято-Миколаївському кафедральному соборі м. Чернівці пострижений у чернецтво з іменем Веніамін (в честь прп. Веніямина Печерського, затворника).
19 грудня 1988 року висвячений в сан ієродиякона, а 25 грудня того ж року — в сан ієромонаха.
З грудня 1988 року по січень 1989 року служив на парафіях Путильського благочиння (в с. Шепіт та в с. Селятин).
1 лютого 1989 року призначений настоятелем Свято-Успенського храму села Кулівці Заставнівського благочиння.
З 1991 по 1995 роки навчався у Київській духовній семінарії (заочно).
15 квітня 1997 року рішенням синоду РПЦвУ парафія Свято-Успенського храму села Кулівці Заставнівського благочиння була перетворена на монастир. Ієромонах Веніамін (Міжінський) був призначений намісником Свято-Успенського чоловічого монастиря  (с. Кулівці).
11 липня 1992 року був возведений в сан ігумена. 30 квітня 1997 року возведений у сан архімандрита.
В 2004 році вступив до Чернівецького православного богословського інституту. У 2010 році одержав вищу освіту з кваліфікацією «Магістр православного богослов'я». У 2013 році закінчив аспірантуру при інституті та отримав науковий ступінь «доктор богослов'я», захистивши дисертаційну роботу на тему: «Духовне ділання як шлях вдосконалення людини».

## Архієрейство
Рішенням синоду РПЦвУ від 18 жовтня 2016 року був призначений єпископом Хотинським, вікарієм Чернівецько-Буковинської єпархії. 
13 листопада 2016 року у Трапезному храмі преподобних Антонія і Феодосія Свято-Успенської Києво-Печерської Лаври був висвячений у сан єпископа. Богослужіння очолив митрополит Київський і всієї України Онуфрій (Березовський). Йому співслужили митрополити Бориспільський і Броварський Антоній (Паканич), Херсонській і Таврійський Іоанн (Сіопко), Могилів-Подільський і Шаргородський Агапіт (Бевцик), Чернівецький і Буковинський Мелетій (Єгоренко), архієпископи Бучанський Пантелеймон (Бащук), Уманський і Звенигородський Пантелеймон (Луговий), Яготинський Серафим (Дем'янів), єпископи Боярський Феодосій (Снігірьов), Банченський Лонгін (Жар), Ірпінський Климент (Вечеря), Бородянський Варсонофій (Столяр), Фастівський Даміан (Давидов), Васильківський Миколай (Почтовий), Шепетівський і Славутський Євсевій (Дудка), духовенство Києво-Печерської лаври та гості у священному сані.
17 серпня 2022 року на головній площі Успенської Києво-Печерської Лаври возведений в сан архієпископа.